# Castillo de Astudillo
El castillo de La Mota es una fortificación bajomedieval de los siglos XII-XIII, situada en un montículo artificial creado en lo alto de
un suave otero en Astudillo (provincia de Palencia, Castilla y León, España). Es bien de interés cultural con la categoría de monumento desde el 17 de febrero de 2005.

## Descripción
De la fortificación sólo se conserva un cubo ultrasemicircular construido con parámetros de sillería y dos niveles: el inferior, con cinco troneras abocinadas al exterior con bovedilla de abanico y el superior, con cuatro troneras de ojo de llave cruciformes. También se conservan algunos restos de mampostería de lo que fue su recinto amurallado.